# 永州 (浮世絵師)
永州（えいしゅう、生没年不詳）とは、明治時代の浮世絵師。

## 来歴
歌川芳州の門人。明治6年（1873年）建立の一勇斎歌川先生墓表に「芳州社中」として「永州」、さらに「永州社中」として「永多代」と「永千代」の名が見られるが、いずれもその他の経歴や作については不明。